# Livingston megye (Louisiana)
Livingston megye az Amerikai Egyesült Államokban, azon belül Louisiana államban található. Megyeszékhelye Livingston, legnagyobb városa Denham Springs. Lakosainak száma 142 282 fő (2020. április 1.). Livingston megye Tangipahoa, Ascension, St. Helena, Saint John the Baptist és East Baton Rouge megyékkel határos.

## Népesség
A megye népességének változása:
| Lakosok száma | 128 654 | 130 156 | 131 865 | 134 053 | 137 788 | 142 282 |
|               | 2010    | 2011    | 2012    | 2013    | 2015    | 2020    |